# المهاية (مهاية)
المهاية هي إحدى مشيخات المملكة المغربية، تتبع جغرافيا لعمالة مكناس وإداريًا لمهاية. يقدر عدد سكانها بـ 3818 نسمة حسب الإحصاء الرسمي للسكان والسكنى لسنة 2004.